# Midea (arkeologisk plats)
Akropolen på Midea och dess viktiga bronsåldersbefästning är belägna på en 270 meter hög konisk kulle i Argolis. Den ligger en och en halv kilometer från den samtida begravningsplatsen i Dendra och halvvägs mellan Tiryns och Mykene. 

## Utgrävningshistorik
Resenärer under 1800-talet som besökte Peloponnesos, såsom Leake, Gell och Curtius, uppmärksammade Mideas massiva murar, som kunde ses från slättlandet nedanför kullen. Tyska arkeologer genomförde de första undersökningarna på plats år 1907 och öppnade små testschakt som dock inte frilade några byggnader. Den svenske forskaren Axel W. Persson, som även arbetat i Dendra, drog slutsatsen att Midea utgjorde ett befäst citadell från mykensk tid. År 1939 undersökte murarnas linjer, rensade omgivningen kring den östra porten, samt öppnade flera testschakt i den lägre akropolen.
Efter andra världskriget återupptog år 1963 Paul Åström och hans grekiske kollega Nikolaos Verdelis arbetet på platsen och grävde ut ett litet område i närheten av den östra porten. Man påbörjade år 1983 mer systematiska utforskningar av Midea genom ett grekiskt-svenskt utgrävningsprojekt under ledning av Katie Demakopolou och Paul Åström. Arbetet fokuserade på området inom citadellets mur och särskilt på områdena kring de två portarna. Man har avsevärt mer kunskap om den Lägre Akropolen än om den Övre, då omfattande erosion avlägsnat det mesta av det arkeologiska material som fanns kvar. Ann-Louise Schallin har sedan år 2000 lett den svenska delen av projektet.

## Historia och arkeologiska fynd
Det äldsta materialet på Midea består av keramik från den mellersta och slutet av neolitikum (5800–3100 f.Kr.). Hela bronsåldern är representerad i fyndmaterialet och de mest anmärkningsvärda fynden härrör från slutet av denna period. Byggnader i Midea var också dekorerade med målade fresker, något som man kunnat belägga genom otaliga fragment. Något som kan ses som en indikation på att samhället var välbärgat.
Enbart den övre akropolen var bebodd under den tidighelladiska perioden (3100–2000 f.Kr.). Man har kunnat frilägga två terrassmurar, den ena i nordöstlig riktning och den andra i nordvästlig. Vid den nordvästra terrassmuren hittade man keramik från sen- och  finalneolitikum, samt rester av ett försvarssystem som kan dateras till tidig och mellanheladisk tid. Utöver de tidigare fynd som hittats menade också Persson att det legat ett megaron på den högsta punkten. Den kan dateras till LH IIIB (den senare delen av 1200-talet f.Kr.) och överensstämmer med den gängse typen av megaron, med en stor eldstad som är omgiven av fyra kolonner. Under den sena bronsåldern pågick en omfattande byggnadsverksamhet på Midea. Man uppförde omkring 1200 f.Kr. en befästningsmur som täckte den norra, västra och södra sidan, då den östra skyddades av en brant klippvägg.
Man har hittat rester av byggnader innanför befästningsmuren, däribland ett antal källarrum som antagligen användes för förvaring. I de kärl man fann vid utgrävningarna har man bland annat hittat fragment av ’fine-ware’ keramik, smycken och redskap. Vid den västra porten har man hittat fynd såsom terrakotta figuriner, sigillstenar och smycken, men också en nodule (en lerklump som täcker den knut som förseglade ett kärl) med ordet för vete skrivet på linear B. Man hittade även ett förvaringskärl med inskriften wi-no-ja, ett kretensiskt namn som även återfinns på Knossos.

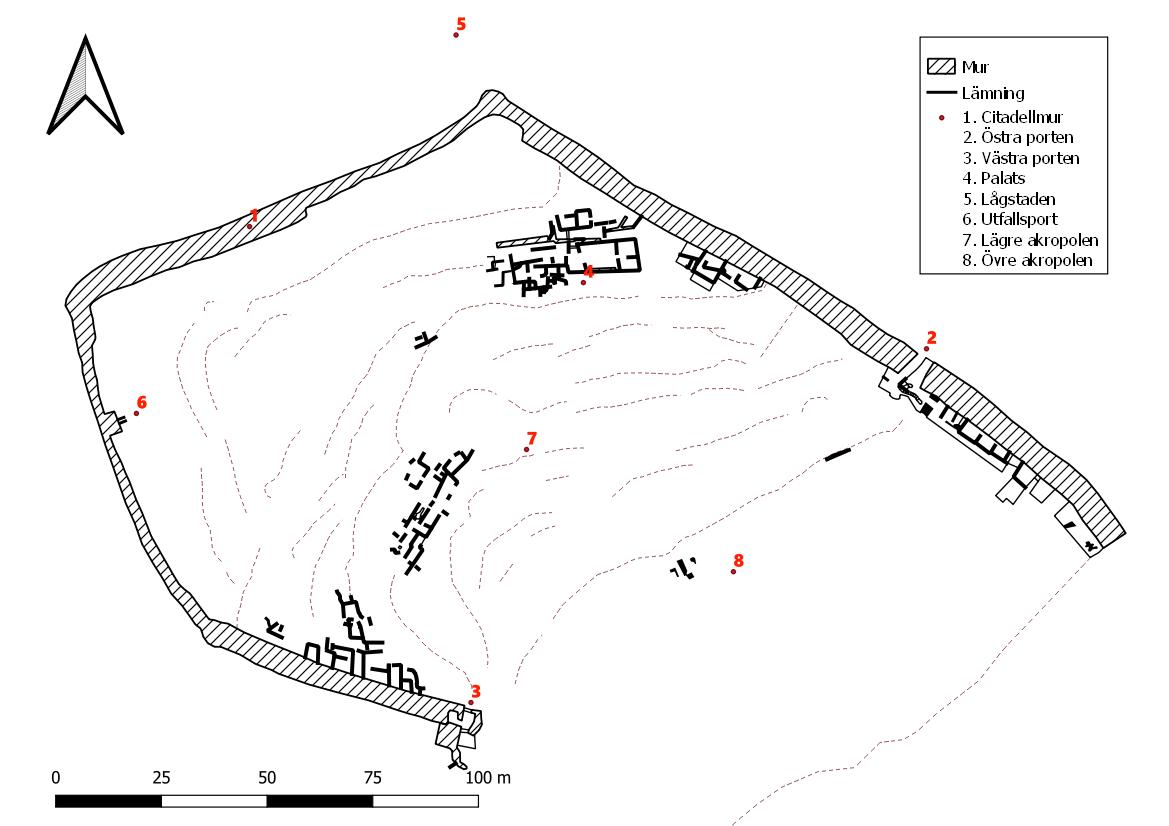
Midea - arkeologisk utgrävningsplats